# Cerovo (district de Krupina)
Cerovo (hongrois : Cseri) est un village de Slovaquie situé dans la région de Banská Bystrica.

## Histoire
La première mention écrite du village date de 1275.

## Démographie

### Évolution de la population
| Année:               | 1994. | 2004.    | 2014.   | 2024.   |
| -------------------- | ----- | -------- | ------- | ------- |
| Nombre de personnes: | 656   | 578      | 573     | 562     |
| Différence:          |       | -11,89 % | -0,86 % | -1,91 % |

| Année:               | 2023. | 2024.   |
| -------------------- | ----- | ------- |
| Nombre de personnes: | 558   | 562     |
| Différence:          |       | +0,71 % |